# Frans Peeraer
François Peeraer (ur. 15 lutego 1913 w Antwerpii, zm. 28 marca 1988) – belgijski piłkarz, reprezentant kraju, grający na pozycji obrońcy. 

## Kariera klubowa
Podczas kariery piłkarskiej Peeraer występował w Royal Antwerp FC, w którym to zespole występował w latach 1931–1937. Peeraer przez 6 lat gry dla The Great Old wystąpił w 91 spotkaniach, w których strzelił 6 bramek.
Od 1937 grał w drużynie Racing Club. Racing Club z Peeraerem w składzie sięgnał po mistrzostwo Division I w sezonie 1941/42. Karierę piłkarską zakończył w 1944.
| Sezon   | Klub             | Kraj   | Rozgrywki             | Mecze | Bramki |
| ------- | ---------------- | ------ | --------------------- | ----- | ------ |
| 1931/32 | Royal Antwerp FC | Belgia | Eerste klasse         | 4     | 0      |
| 1932/33 | Royal Antwerp FC | Belgia | Eerste klasse         | 19    | 1      |
| 1933/34 | Royal Antwerp FC | Belgia | Eerste klasse         | 25    | 2      |
| 1934/35 | Royal Antwerp FC | Belgia | Eerste klasse         | 0     | 0      |
| 1935/36 | Royal Antwerp FC | Belgia | Eerste klasse         | 20    | 2      |
| 1936/37 | Royal Antwerp FC | Belgia | Eerste klasse         | 23    | 1      |
| 1937/38 | Racing Club      | Belgia | Promotion/Bevordering |       |        |
| 1938/39 | Racing Club      | Belgia | Eerste afdeeling      |       |        |
| 1939/40 | Racing Club      | Belgia | Eerste afdeeling      |       |        |
| 1940/41 | Racing Club      | Belgia | Eerste klasse         |       |        |
| 1941/42 | Racing Club      | Belgia | Eerste afdeeling      |       |        |
| 1942/43 | Racing Club      | Belgia | Eerste klasse         |       |        |
| 1943/44 | Racing Club      | Belgia | Eerste afdeeling      |       |        |

## Kariera reprezentacyjna
Peeraer zadebiutował w reprezentacji 21 stycznia 1934 w spotkaniu z Francją, przegranym 2:3. 
W tym samym roku został powołany na Mistrzostwa Świata. Podczas turnieju zagrał w meczu z reprezentacją Niemiec, przegranym 2:5. Było to ostatnie spotkanie w kadrze Belgii, dla której łącznie zagrał w 3 spotkaniach.
| Mecze i gole w reprezentacji | Mecze i gole w reprezentacji | Mecze i gole w reprezentacji | Mecze i gole w reprezentacji | Mecze i gole w reprezentacji | Mecze i gole w reprezentacji | Mecze i gole w reprezentacji |
| #                            | Data                         | Miasto                       | Przeciwnik                   | Gol                          | Wynik                        | Rozgrywki                    |
| ---------------------------- | ---------------------------- | ---------------------------- | ---------------------------- | ---------------------------- | ---------------------------- | ---------------------------- |
| 1.                           | 21.01.1934                   | Bruksela                     | Francja                      |                              | 2:3                          | towarzyski                   |
| 2.                           | 29.04.1934                   | Deurne                       | Holandia                     |                              | 2:4                          | El. MŚ 1934                  |
| 3.                           | 27.05.1934                   | Florencja                    | III Rzesza                   |                              | 2:5                          | MŚ 1934                      |

## Sukcesy
Racing Club
- Mistrzostwo Division I (1): 1941/42